# 保罗弗龙廷
保罗弗龙廷（葡萄牙語：Paulo Frontin）是巴西巴拉那州的一个市镇。总面积369.21平方公里，总人口7327人，人口密度19.8人/平方公里。